# I’ll Stand by You (singel Girls Aloud)
I’ll Stand by You – singel brytyjskiego girls bandu, Girls Aloud, pochodzący z ich drugiego studyjnego albumu, What Will the Neighbours Say?. Jako jeden z niewielu zdobył 1 miejsce na brytyjskich listach przebojów i został oficjalnym hymnem fundacji Children in Need. Premiera odbyła się 15 Listopada 2004.
| Chart (2004)        | Peak position |
| ------------------- | ------------- |
| UK Singles Chart    | 1             |
| Irish Singles Chart | 3             |

## Lista utworów
| CD1 (UK) |                                                |      |
| 1.       | "I’ll Stand by You"                            | 3:42 |
| 2.       | "Real Life"                                    | 3:41 |
| CD2 (UK) |                                                |      |
| 1.       | "I’ll Stand by You"                            | 3:42 |
| 2.       | "I’ll Stand by You" [Tony Lamezma's Club Romp] | 5:05 |
| 3.       | "What Will the Neighbours Say? Album Medley"   | 3:14 |
| 4.       | "I’ll Stand by You" [video]                    | 3:44 |
| 5.       | "I’ll Stand by You" [karaoke video]            | 3:44 |
| 6.       | "I’ll Stand by You" [gra]                      |      |